# Иво Железаров
Иво Железаров е бивш български футболист, нападател.
Роден е на 25 януари 1970 г. в Русе. Играл е за Левски (Лом), Дунав, Янтра, Локомотив (София), Монтана, Металург, Черноморец, Шумен, Слънчев бряг и Газовик (Ижевск, Русия). В А група има 180 мача и 24 гола. Носител на купата на страната през 1995 г. с Локомотив (Сф), финалист за Купата на ПФЛ през 1996 г. с Монтана.

## Статистика по сезони
- Левски (Лом) – 1988/89 – В група, 11 мача/2 гола
- Левски (Лом) – 1989/90 – В група, 27/8
- Дунав – 1990/91 – А група, 26/4
- Янтра – 1991/92 – А група, 28/7
- Локомотив (Сф) – 1992/93 – А група, 10/1
- Локомотив (Сф) – 1993/94 – А група, 9/0
- Монтана – 1995/96 – А група, 21/2
- Монтана – 1996/97 – А група, 29/5
- Металург – 1997/98 – А група, 24/2
- Газовик – 1998/ес. - Руска Първа Лига, 9/3
- Черноморец – 1998/99 – Б група, 21/10
- Черноморец – 1999/ес. - А група, 5/1
- Шумен – 2000/пр. - А група, 2/0
- Шумен – 2000/ес. - Б група, отбора не завършва първенството
- Слънчев бряг – 2001/пр. - Б група, 1/0
- Слънчев бряг – 2001/ес. - Б група, 14/3